# Priapichthys darienensis
Priapichthys darienensis är en fiskart som först beskrevs av Meek och Hildebrand, 1913.  Priapichthys darienensis ingår i släktet Priapichthys och familjen Poeciliidae. Inga underarter finns listade i Catalogue of Life.